# Грацька угода
Угода в Граці — угода між ватажком боснійських сербів Радованом Караджичем і ватажком боснійських хорватів Мате Бобаном 6 травня 1992 року в австрійському місті Грац, яка публічно проголосила територіальний розділ Боснії і Герцеговини між Республікою Сербською і Хорватською громадою Герцег-Босна та закликала до припинення конфліктів між сербами й хорватами. Представники найбільшої етнічної громади Боснії та Герцеговині босняки не брали участі в угоді, оскільки їх навмисно не запросили на переговори.
У своїй спільній заяві керівництво боснійських хорватів і сербів назвало це мирною угодою. Президент Хорватії Франьо Туджман пізніше у листі до сенатора США Роберта Доула представив угоду як складову частину Конференції щодо Боснії та Герцеговини, задуманої під егідою Європейського економічного співтовариства.
У підсумку сторони розійшлися, не підписавши жодної угоди, а зіткнення між хорватськими та сербськими силами тривали.

## Зустріч і наслідки
6 травня 1992 року представники сербської (Радован Караджич, Момчило Країшник і Бранко Симич) та хорватської (Мате Бобан і Франьо Борас) національних громад Боснії та Герцеговини зустрілися за відсутності представників боснійських мусульман у місті Грац в Австрії, щоб обговорити майбутнє Боснії та Герцеговини. Того ж дня Мате Бобан і Радован Караджич виступили зі спільною заявою, описуючи зустріч як мирну угоду та закликаючи до загального припинення вогню в БіГ. Територіальне розмежування двох громад у БіГ мало відштовхуватися від кордонів Бановини Хорватії 1939 року. Було узгоджено, що «проводячи кордон між двома складовими одиницями в районі Купреса та у Боснійській Посавині [...], слід зважати на компактність районів і комунікацій». Однак не було досягнуто ні домовленості щодо смуги землі вздовж берегів Неретви поблизу Мостара, ні щодо самого міста Мостар, тому сторони хотіли просити Європейське економічне співтовариство розглянути їхні відповідні претензії щодо цих районів. В угоді робився висновок: «з огляду на цю угоду немає більше підстав для збройного конфлікту між хорватами та сербами на всій території Боснії та Герцеговини».
Зрештою, сторони розійшлися 6 травня 1992 року, так і не підписавши жодної угоди, а сутички між хорватськими та сербськими військовими формуваннями відбувалися далі. Станом на травень 1992 року, вдалося налагодити військову співпрацю між Хорватською радою оборони (ХРО) та Армією Республіки Боснія і Герцеговина (АРБіГ) проти сербських військ.

## Аналіз
На думку військового аналітика часопису Vreme Мілоша Васича, Грацька угода була «єдиним найважливішим документом війни» і мала на меті обмежити конфлікт між сербськими та хорватськими силами, дозволивши обом сторонам зосередитися на відібранні боснійської території у боснійських військ. Угода була розцінена як зрада боснійськими хорватами своїх  союзників-босняків. Окрім того, рішення МТКЮ у справі Тихомира Блашкича розглядало її як продовження зустрічі Мілошевича і Туджмана в Караджорджеву. А в редакційній статті Washington Post угоду порівняли з пактом Гітлера і Сталіна, яким було розділено Польщу.
Викликаний у квітні 2007 року для свідчень у судовій справі МТКЮ проти Прлича та інших заступник спеціального посланника ООН на Балканах Сайруса Венса Герберт С. Окун свого часу був присутній на низці зустрічей, де обговорювався розділ Боснії та Герцеговини. Як описував Окун, поривання Хорватії та Сербії анексувати частини Боснії та Герцеговини стали очевидними після зустрічі Туджмана та Мілошевича в Караджорджеву в березні 1991 року та після зустрічі Мате Бобана і Радована Караджича у травні 1992 року в Граці. Жодна зі сторін на подальших зустрічах із міжнародними дипломатами не приховувала своїх планів щодо створення окремих держав у складі Боснії і Герцеговини та приєднання їх до Сербії та Хорватії. Герберт Окун засвідчив, що 6 травня 1992 року Радован Караджич і Мате Бобан зустрілися в Граці в Австрії, щоб обговорити розділ Боснії та Герцеговини уздовж меж історичної хорватської бановини. Герберт Окун також свідчив, що під час міжнародної конференції з питань колишньої Югославії, яка проходила з вересня 1992 по травень 1993 року, Франьо Туджман був фактичним головою делегації боснійських хорватів, до складу якої входили, серед інших, Мате Бобан і Мілівой Петкович. Протягом цієї конференції Герберт Окун чув, як Франьо Туджман робив заяви про розширення кордонів Хорватії, або безпосередньо, або шляхом включення Герцег-Босни до складу Хорватії. Він також чув, як той виголошував заяви про свою підтримку уряду Мате Бобана.
Цю спільну заяву, зроблену в Граці, розглядає рішення МТКЮ від травня 2013 року, в якому також обговорюється подальша Угода про дружбу та співробітництво між Боснією і Герцеговиною та Хорватією, а також мирні плани, запропоновані до та під час Боснійської війни.

## Виноски
1. ↑  Мате Бобан був єдиним керівником-несербом, який визнавав Республіку Сербську.[1]
2. ↑  На той час босняки становили 44 відсотки 4,4-мільйонного населення Боснії і Герцеговини та переважали в тодішньому уряді.[3]